# Ernst Kümmel
Ernst Kümmel (* 16. März 1925 in Magdeburg), genannt „Anti“, ist ein ehemaliger deutscher Fußballspieler und Fußballtrainer.
Kümmel spielte zwischen 1939 und 1944 für Cricket Viktoria Magdeburg und schloss sich nach dem Krieg der BSG Eintracht Sudenburg, dem Vorläufer des 1. FC Magdeburg, an. 1955 beendete er seine aktive Karriere bei den Magdeburgern, die inzwischen als BSG Motor Mitte Magdeburg antraten und im Jahr seines Abschieds in der zweitklassigen DDR-Liga spielten. Während seiner aktiven Zeit wurde er zweimal in die Landesauswahl Sachsen-Anhalt berufen und bestritt 30 Spiele für die Stadtauswahl Magdeburg. Mit der Stadtauswahl wurde er 1943 Deutscher Jugendmeister.
Von 1959 bis Mitte der 1980er übernahm „Anti“ verschiedene Trainertätigkeiten beim SC Aufbau Magdeburg und dem später daraus entstandenen 1. FC Magdeburg. Nachdem er zunächst für den Nachwuchs und die 2. Mannschaft verantwortlich war, wurde er im Juli 1962 zum Cheftrainer der Oberligamannschaft berufen. Mit ihr gewann er 1964 und 1965 den DDR-Fußballpokal und führte damit die Magdeburger in ihre ersten Europapokalspiele. Als der inzwischen gegründete 1. FC Magdeburg in der Saison 1965/66 in Abstiegsnöte geriet, wurde Kümmel im Januar 1966 als Cheftrainer entlassen. Anschließend arbeitete er wieder im Nachwuchsbereich des FCM, trainierte die Mannschaft der Nachwuchsoberliga und 1983 bis 1985 die FCM-Junioren-Oberligamannschaft.